# Cúpula Women in the World
Mulheres no Mundo (do inglês Women in the World) é uma cúpula anual político-social sobre direitos da mulher, fundada por Tina Brown, em 2010 no Hudson Theatre de Nova Iorque. Atualmente ocorre no Lincoln Center, reunindo mulheres líderes, ativistas e agentes de mudança política de todo o mundo, para compartilhar suas histórias e oferecer soluções para construir uma vida melhor e mudar a realidade da comunidade feminina.
Tina Brown, editora-chefe do Tatler, Vanity Fair, The New Yorker, Talk, Newsweek e The Daily Beast e, autora de The Diana Chronicles, uma biografia de Diana de Gales. O ex-produtor de notícias da ABC Kyle Gibson é produtor executivo sênior e editor-chefe do evento.

## História
A cúpula inaugural ocorreu de 12 a 14 de março de 2010 e incluiu aparições da Rania da Jordânia, Meryl Streep, Valerie Jarrett, Christine Lagarde, Hillary Clinton, Madeleine K. Albright, Nora Ephron e Katie Couric. Na segunda cúpula, realizada de 10 a 12 de março de 2011, os participantes incluíram o então presidente Bill Clinton e Hillary Clinton, Hawa Abdi, Condoleezza Rice, Sheryl Sandberg, Ngozi Okonjo-Iweala, Diane Von Furstenberg, Melinda Gates, Ashley Jud e muito mais.
Em 2011, a cúpula mudou-se para o Lincoln Center em Manhattan e contou com a presença de mais de 2.500 mulheres de 8 a 10 de março. Hillary Rodham Clinton, Angelina Jolie, Madeleine K. Albright, a ganhadora do Prêmio Nobel da Paz Leymah Gbowee, Dalia Ziada, Meryl Streep, Nancy Pelosi, Gloria Steinem, Zainab Salbi, Christiane Amanpour, Amy Chua, Tzipi Livni e Sheryl Sandberg foram destaque no programa.
Em 2012, o Women in the World expandiu-se, saindo dos Estados-Unidos com uma cúpula realizada na Casa Fasano na cidade brasileira de São Paulo (Brasil), co-organizada por Tina Brown, Diane von Furstenberg, Nizan Guanaes, Gloria Maria, Juliana Azevedo e Vânia Somavilla, com a então secretária de Estado Condoleezza Rice, Major Priscilla de Oliveira Azevedo, Maria da Penha Maia Fernandes, Xuxa, Claudia Lago, Raquel Barros da Silva (ONG Lua Nova), Dália Ziada, jornalista Glória Maria, estilista Diane von Furstenberg.
Em 2013, a quarta cúpula ocorreu nos dias 4 a 5 de abril, contou com os participantes Hillary Rodham Clinton, Angelina Jolie, Eva Longoria, Susan Rice, Meryl Streep, Oprah Winfrey, Garry Kasparov, Dr. Mamphela Ramphele, Michaela DePrince, Tom Hanks, Sharmeen Obaid- Chinoy e uma apresentação em vídeo de Malala Yousafzai .  
Começando com a cúpula de 2012, a Toyota e a Women in the World fizeram uma parceria para a série “Mothers of Invention”. Em 2012, os homenageados incluíram: Asenath Andrews da Academia Catherine Ferguson, Talia Leman da RandomKid.org e Jessica Matthews e Julia Silverman da sOccket. Em 2013, os homenageados incluíram Kavita M. Shukla do FreshPaper, Sejal Hathi e Tara Roberts do Girltank, e Caitria e Morgan O'Neill do Recovers.org. Em janeiro de 2014, a Toyota e a Women in the World anunciaram Anna Stork e Andrea Sreshta, cofundadoras da LuminAid, como as primeiras das três homenageadas do Mothers of Invention 2014.

## Fundação Mulheres no Mundo
A Fundação Mulheres no Mundo foi lançada em setembro de 2011. Em 2013, ampliou sua parceria com a organização sem fins lucrativos Vital Voices Global Partnership. 
A Parceria Global Vital Voices agora abriga a Fundação e suas iniciativas, incluindo Women of Impact Awards, Women in the World on Campus e o banco de dados de soluções que apresenta organizações sem fins lucrativos que promovem mulheres e meninas.
- Plataforma global Women in the World.org: Uma comunidade online que mapeia necessidades e recursos, apresentando organizações que trabalham para promover mulheres e meninas.
- Prêmios Mulheres de Impacto: Prêmios concedidos a organizações que trabalham no terreno para promover mulheres e meninas, incluindo: a ganhadora do Prêmio Nobel da Libéria Leymah Gbowee; Dr. Hawa Abdi, ativista somali de direitos humanos; Dr. Kakenya Ntaiya, que dirige uma escola só para meninas no Quênia; Raquel Barros Da Silva, que trabalha com mães e gestantes em risco no Brasil; Maria da Penha, uma sobrevivente de violência doméstica horrível cujo ativismo levou o governo brasileiro a promulgar uma lei que endurece as penas para abuso doméstico; Dona Anna Marcondes Faria, líder e educadora nas favelas violentas e empobrecidas do Brasil; Molly Melching, por seu trabalho ensinando as comunidades africanas a mudar as práticas culturais que prejudicam as mulheres, como a mutilação genital feminina; Susana Trimarco, por sua luta contra o tráfico de pessoas e resgate de meninas de bordéis na Argentina; A campeã de xadrez ugandense Phiona Mutesi que “triunfou sobre circunstâncias assustadoras em Kampala” e que espera se tornar médica; Humaira Bachal e Khalida Brohi, duas jovens ativistas paquistanesas que arriscam suas vidas para educar meninas no Paquistão.[9]
- Mulheres no Mundo na Próxima Geração: Um programa de extensão universitária de Mulheres no Mundo conectando jovens líderes femininas a mulheres líderes nos negócios.